# غريغوريو فونتانا
غريغوريو فونتانا (بالإيطالية: Gregorio Fontana)‏ هو رياضياتي إيطالي، ولد في 7 ديسمبر 1735 في Nogaredo ‏ في إيطاليا، وتوفي في 24 أغسطس 1803 في ميلانو في إيطاليا.